# استهلاك يومي مقبول
يشير الاستهلاك اليومي المقبول (بالإنجليزية: Tolerable daily intake، ويُعرف اختصارًا بـ TDI) إلى الكمية اليومية من المادة الكيميائية التي تم تقييمها على أنها آمنة للإنسان على المدى الطويل (عادة طوال الحياة). تم تقديم الجرعة اليومية المقبولة أصلاً (ADI) في عام 1961 لتحديد الجرعة اليومية من المضافات الغذائية التي تبدو طوال فترة حياتها دون مخاطر ملحوظة. بالنسبة للملوثات والمواد الكيميائية الأجنبية الأخرى غير المستخدمة، فإنه يُفضل مصطلح الاستهلاك اليومي المقبول غالبًا. عادةً ما يتم تقييم كل من الجرعة المقبولة والاستهلاك المقبول بناءً على التجارب على الحيوانات، وغالبًا ما تكون أقل مئات المرات من الجرعة التي لا تسبب أي تأثير ضار يمكن ملاحظته في أكثر أنواع الحيوانات التي تم اختبار مدى حساسيتها. نظرًا لأن عوامل الأمان قد تختلف اعتمادًا على جودة البيانات ونوع التأثير الضار، فإن قيم الاستهلاك المقبول ليست تقديرات جيدة لضرر المواد الكيميائية، ويجب اعتبارها أدوات إدارية لوضع حدود مسموح بها للمواد الكيميائية، بدلاً من التدابير العلمية. القيمة الحدية للعتبة (TLV) لمادة كيميائية هي المستوى الذي يعتقد أنه يمكن للعامل أن يتعرض فيه يومًا بعد يوم طوال فترة العمل دون آثار ضارة.